# Panelaço

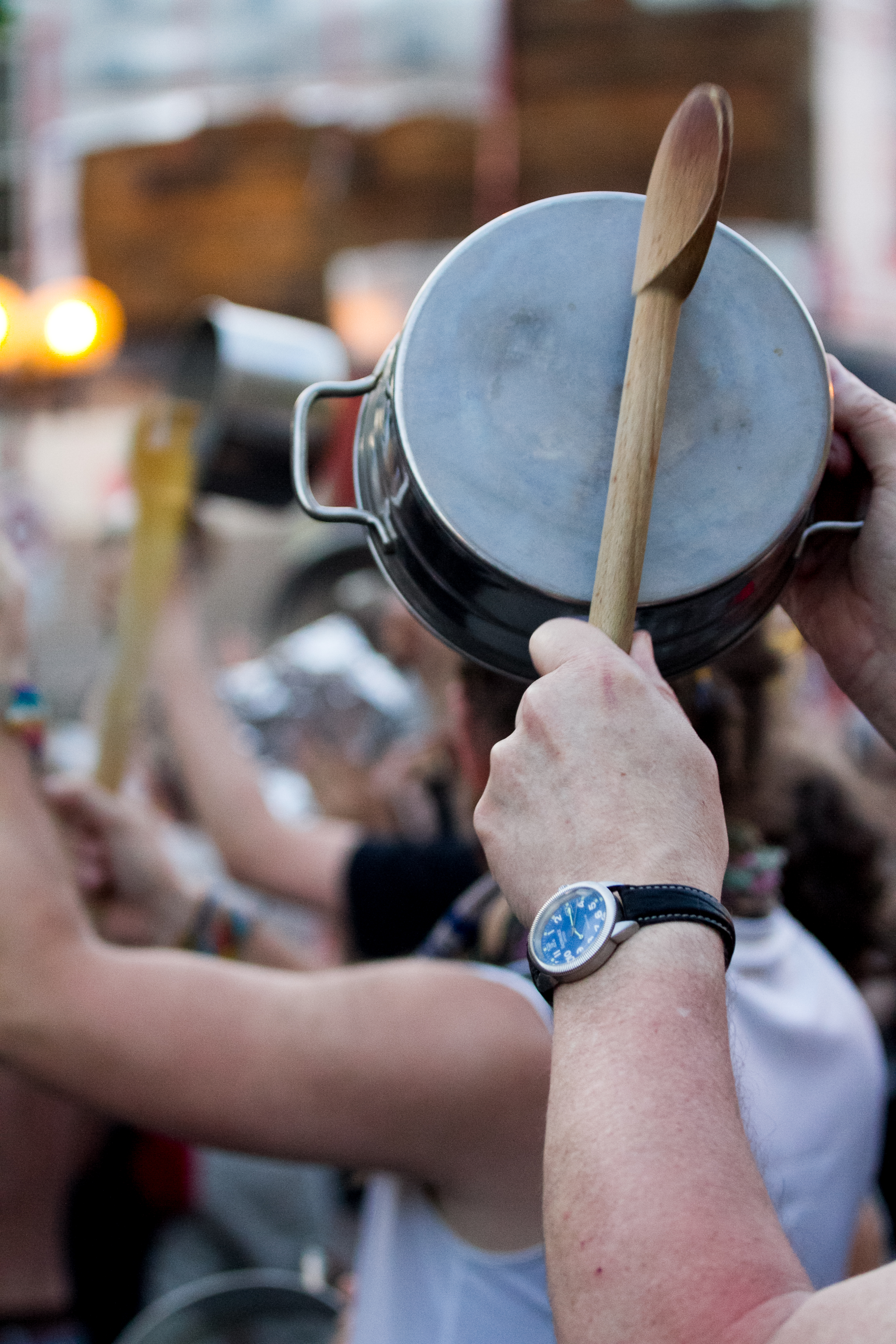
Protesto em Montreal, Canadá em 24 de maio de 2012.

Panelaço (em espanhol: Cacerolazo ou Cacerolada) é uma forma de protesto onde são utilizadas caçarolas, panelas, frigideiras e outros utensílios de cozinha de forma a chamar a atenção para o ruído feito ao bater esses utensílios. É uma forma de protestar sem sair de casa, sido icônico nos protestos contra o Governo Dilma Rousseff e também nos protestos contra o governo de Jair Bolsonaro.
No Brasil, este tipo de protesto começou a chamar a atenção da imprensa e da população quando a crise econômica da Argentina levou a população a protestar desta forma no fim de 2001. Mas foi a partir dos protestos de 2013 que os brasileiros também passaram a protestar desta maneira, levando a mídia a usar o termo "panelaço". Desde então, o panelaço se tornou popular e foi utilizado em outras manifestações, como nas de 2014, 2015 e 2016 contra o governo Dilma, e em 2016, 2017 e 2018 contra o governo Temer.
Houve panelaços também no Governo Jair Bolsonaro entre 2019 e 2021. Em 24 de abril de 2020, houve panelaço durante um pronunciamento de Bolsonaro em que ele se defende das acusações de seu ex-ministro Sergio Moro de que ele, Bolsonaro, estava tentando interferir na Polícia Federal para proteger seus filhos.